# Dicaelotus gravis
Dicaelotus gravis là một loài tò vò trong họ Ichneumonidae.